# María José Salgueiro
María José Salgueiro Cortiñas (Vivero, 1956) es una política española, miembro del Partido Popular y delegada del Gobierno en Castilla y León entre julio de 2015 y junio de 2018.

## Biografía
Estudió en la Universidad de Santiago de Compostela, licenciándose en Derecho. Es funcionaria del cuerpo técnico superior de la administración. Es profesora asociada de Derecho del Trabajo en la Facultad de Derecho de la Universidad de Valladolid.
Tras haber sido abogada del fondo de garantía salarial de la Consejería de Trabajo y Seguridad Social y jefa de servicio de la viceconsejería de Trabajo de la Junta de Castilla y León. Ejerció de consejera de la Presidencia y Administración Territorial de los gobiernos regionales de Juan José Lucas y Juan Vicente Herrera entre 2000 y 2003 para, posteriormente, entre 2003 y 2007, presidir el Consejo Consultivo de Castilla y León.
Entre 2007 y 2011 fue consejera de Cultura y Turismo de la Junta de Castilla y León.
El 25 de julio de 2015, fue nombrada delegada del Gobierno en Castilla y León por el presidente del gobierno, Mariano Rajoy en sustitución de Jorge Llorente Cachorro, que había actuado como delegado interino desde la salida de Juan Carlos Suárez-Quiñones, que había sido nombrado consejero del gobierno autonómico. A nivel privado, está casada y es madre de una hija.